# AviSynth
AviSynth – frameserver dla systemu MS Windows działający na zasadzie skryptów. 
Jest oparty na licencji GNU GPL i należy do kategorii wolnego oprogramowania. Wersja 2.5.8 zawiera instrukcje w języku polskim.